# ベン・ドナルドソン
ベン・ドナルドソン（Ben Donaldson、1999年4月4日 - ）は、スーパーラグビー・パシフィック、フォースに所属するラグビー選手。

## プロフィール
- オーストラリア・シドニー出身[1]。
- ポジションはスタンドオフ(SO)、フルバック(FB)。
- 身長 184cm、体重 84kg
- オーストラリアA代表に選ばれたことがある[2]。
- U20オーストラリア代表に選ばれたことがある[3]。
- オーストラリア代表キャップは7（2024年2月現在）でワールドカップ2023のオーストラリア代表に選ばれた[4]。

## 略歴
ランドウィック、シドニーレイズ、ワラターズを経て、2023年、フォースに加入。